# Joseph Enakarhire
Joseph Enakarhire (ur. 6 listopada 1982 w Warri) – nigeryjski piłkarz występujący na pozycji obrońcy, reprezentant Nigerii w latach 2002–2006.

## Kariera klubowa
Enakarhire pochodzi z miasta Warri i tam stawiał pierwsze piłkarskie kroki w młodzieżowym zespole Frangers FC. W 1998 roku trafił do Rangers International i zadebiutował w pierwsze lidze Nigerii w wieku niespełna 16 lat. W sezonie zajął z zespołem z Enugu 3. miejsce, a w kolejnym (1999) 5. miejsce.
W sezonie 1999/2000 trafił do belgijskiego Standardu Liège. Wokół transferu nigeryjskiego 17-latka było wiele kontrowersji w związku z prawdziwością jego certyfikatów uprawniających do gry w Belgii. Dopiero z czasem otrzymał oficjalne pozwolenie na grę. Jednak ani w sezonie 1999/2000, ani 2000/01 nie zadebiutował w Eerste Klasse i grał w rezerwach klubu. Dopiero w sezonie 2001/02 został włączony do kadry pierwszego zespołu. W lidze zadebiutował w 12 sierpnia 2001 w zremisowanym 0:0 wyjazdowym meczu z Royal Charleroi Od czasu grywał coraz więcej, a w grudniu stał się graczem pierwszej jedenastki i łącznie rozegrał 25 meczów i strzelił 1 gola (16 kwietnia w wyjazdowym meczu z Beerschot AC, zremisowanym 2:2). Na koniec sezonu zajął ze Standardem 5. miejsce w lidze. W sezonie 2002/03 wybiegał na boisko belgijskiej ekstraklasy w 23 meczach, ale nie zdobył żadnego gola. Jego drużyna zajęła dość niskie miejsce jak na swoją klasę – 7. Enakarhire grał w zespole z Liège jeszcze w sezonie 2003/04 – 27 meczów i ani jednego gola – i zajął ze Standardem miejsce na najniższym stopniu podium, gwarantujące start w Pucharu UEFA.
Latem 2004 roku Enakarhire zmienił swoją przynależność klubową. Przeszedł do portugalskiego Sporting CP. Kwoty transferu nie podano jednak do publicznej wiadomości. Enakarhire w Superlidze zagrał w 19 meczach i ze Sportingiem zajął 3. miejsce w lidze. Z drużyną z Lizbony grał także w Pucharze UEFA i doszedł z nią do finału, w którym Sporting przegrał 1:3 z CSKA Moskwa.
W letnim oknie transferowym w swoich szeregach Enakarhire chciały mieć między innymi czołowe rosyjskie kluby i ostatecznie za 6,5 miliona euro przeszedł do Dinama Moskwa, z którym podpisał 5-letni kontrakt. W rosyjskiej lidze nie grał jednak tak dobrze jak w Standardzie czy Sportingu. Rozegrał 9 meczów i strzelił 1 gola (w wygranym 2:1 meczu z FK Rostów), ale furory w Rosji nie zrobił. Dynamo pomimo wielkich ambicji zajęło dopiero 8. miejsce w lidze. W roku 2006 ani razu nie pojawił się na boisku w ligowym meczu i latem został wystawiony na listę transferową. Jego osobą zainteresował się trener Girondins Bordeaux Ricardo Gomes i ściągnął Nigeryjczyka na roczne wypożyczenie do swojego klubu. W Ligue 1 zadebiutował 23 września w wygranym 2:1 meczu z Troyes AC, gdy wszedł po przerwie za Francka Juriettiego. Wziął też udział w 3 meczach "Żyrondystów" w Lidze Mistrzów. Klub z Bordeaux zajął 3. miejsce i awansował do Pucharu UEFA.
W lipcu 2007 roku Enakarhire został wypożyczony na 12 miesięcy do Panathinaikos AO. W styczniu 2008 roku, po rozegraniu 2 meczów w Alpha Ethniki, powrócił do Dinama Moskwa i wkrótce rozwiązał swoją umowę. Przez kolejny rok poszukiwał klubu, po czym zawiesił karierę. W czerwcu 2012 roku został zawodnikiem SP La Fiorita. W barwach tego klubu zaliczył 2 występy w kwalifikacjach Ligi Europy 2012/13. Na początku 2013 roku został graczem FK Daugava, dla której rozegrał 2 spotkania w Virslīdze i wywalczył Superpuchar Łotwy.

### Statystyki kariery
| Sezon   | Klub                  | Kraj       | Rozgrywki              | Mecze | Bramki |
| ------- | --------------------- | ---------- | ---------------------- | ----- | ------ |
| 1998    | Rangers International | Nigeria    | Nigeria Premier League | ?     | ?      |
| 1999    | Rangers International | Nigeria    | Nigeria Premier League | ?     | ?      |
| 1999/00 | Standard Liège        | Belgia     | Eerste Klasse          | 0     | 0      |
| 2000/01 | Standard Liège        | Belgia     | Eerste Klasse          | 0     | 0      |
| 2001/02 | Standard Liège        | Belgia     | Eerste Klasse          | 27    | 1      |
| 2002/03 | Standard Liège        | Belgia     | Eerste Klasse          | 22    | 0      |
| 2003/04 | Standard Liège        | Belgia     | Eerste Klasse          | 26    | 0      |
| 2004/05 | Sporting CP           | Portugalia | Superliga              | 19    | 0      |
| 2005    | Dinamo Moskwa         | Rosja      | Priemjer-Liga          | 9     | 1      |
| 2006    | Dinamo Moskwa         | Rosja      | Priemjer-Liga          | 0     | 0      |
| 2006/07 | Girondins Bordeaux    | Francja    | Ligue 1                | 16    | 0      |
| 2007/08 | Panathinaikos AO      | Grecja     | Alpha Ethniki          | 2     | 0      |
| 2012/13 | SP La Fiorita         | San Marino | Campionato Sammarinese | 0     | 0      |
| 2013    | FK Daugava            | Łotwa      | Virslīga               | 2     | 0      |

## Kariera reprezentacyjna
W 1999 roku Enakarhire był członkiem reprezentacji Nigerii U-17, która brała udział w Meridian Cup. Zagrał tam udane 3 mecze i wtedy zainteresowali się nim menedżerowie z Europy i zaraz potem Joseph trafił do Standardu.
20 listopada 2002 Enakarhire zadebiutował w seniorskiej reprezentacji Nigerii w zremisowanym 0:0 towarzyskim meczu z Jamajką w Lagos. W 2004 roku został powołany do kadry na Puchar Narodów Afryki 2004. Był tam jednak rezerwowym zawodnikiem i zagrał w 2 meczach. W ćwierćfinałowym z Kamerunem (2:1) zaliczył symboliczny występ wchodząc na boisko w 90 minucie. W meczu o 3. miejsce, wygranym 2:1 z Mali zagrał już pełne 90 minut. W tym samym roku był podstawowym zawodnikiem Nigerii w eliminacjach do Mistrzostw Świata w Niemczech i w meczu z Zimbabwe, wygranym 3:0, zdobył jednego z goli. W 2006 był partnerem Josepha Yobo w Pucharze Narodów Afryki w Egipcie. Grał we wszystkich grupowych meczach "Super Orłów" oraz w ćwierćfinale i półfinale. Po tym ostatnim, przegranym 0:1 z Wybrzeżem Kości Słoniowej był krytykowany za swoją postawę i winny utracie gola po strzale Didiera Drogby. W meczu o 3. miejsce, wygranym z Senegalem nie zagrał z powodu nadmiaru kartek.

## Sukcesy
Girondins Bordeaux
- Puchar Ligi: 2006/07

FK Daugava
- Superpuchar Łotwy: 2013